# Aeroportul Gorno-Altaysk
Aeroportul Gorno-Altaysk (IATA: RGK, ICAO: UNBG) este un aeroport din Gorno-Altaysk, Gorno-Altaysk Urban Okrug⁠(d), Republica Altai, Ținutul Altai, Rusia ce deservește zona Gorno-Altaysk. Aeroportul a fost tranzitat în 2021 de 311.902 pasageri. A fost numit după zona deservită.
Situat la o altitudine de 294 m, aeroportul dispune de 1 pistă.

## Infrastructură

### Piste
Aeroportul dispune de o singură pistă. Pista are orientarea 02L/20R. 